# Subisotoma corsica
Subisotoma corsica is een springstaartensoort uit de familie van de Isotomidae. De wetenschappelijke naam van de soort is voor het eerst geldig gepubliceerd in 1982 door Poinsot & Barra.